# Stenogymnocnemia mala
Stenogymnocnemia mala là một loài côn trùng trong họ Myrmeleontidae thuộc bộ Neuroptera. Loài này được Walker miêu tả năm 1853.